# Korrelige tandjeszwam
Het korrelige tandjeszwam (Lyomyces crustosus) is een schimmel behorend tot de familie Schizoporaceae. Het leeft saprotroof op dood loofhout, vaak in voedselrijke vegetatietypen.

## Kenmerken

### Uiterlijke kenmerken
Vruchtlichmaen staan verspreid en zijn 0,1–0,3 mm dik en min of meer cirkelvormig. Aangrenzende vruchtlichamen vloeien samen. Oppervlak is witachtig, geelachtig wit of crème, bleek oker bij rijping. De hymenofoor is divers; bij jonge individuen glad met kleine, duidelijk gescheiden stekels, die met de jaren dichter worden en uiteindelijk dicht op elkaar staan. Het subiculum is continu bij jonge vruchtlichamen, en bij oudere, vooral na het drogen, in kleine veelhoeken gebarsten. De rand is variabel, meestal helder en vruchtbaar, maar soms is er een marginale zone die, wanneer vergroot, fijnvezelig of berijpt is.

### Microscopische kenmerken
Het heeft een monomitisch hyfensysteem. De hyfen zijn 2–3 µm breed, dunwandig, rijk vertakt, met franjes op alle septen. Generatieve hyfen zijn nogal losjes met elkaar verweven, hyfen in het subhymenium dicht met elkaar verbonden, in oude exemplaren die veel kristallen bevatten. Cystidia ontbreken. In het hymenium en de top van de stekels bevinden zich talrijke subulate uiteinden van de hyfen (cystidiolen), enigszins uitstekend, soms met een gezwollen top, waardoor ze het uiterlijk krijgen van conidioforen met een apicaal conidium, zoals bij de parasitaire Hyphomycetes. De basidia zijn aanvankelijk smal knotsvormig, daarna bijna cilindrisch met een vernauwing in het midden en afmetingen 20–30 (–35) × 4–5 µm, soms langer. Ze hebben 4 sterigmata en basale ligamenten. Sporen zijn nauw ellipsvormig tot bijna cilindrisch, dunwandig, glad, meestal met één guttule en meten 5–6,5 × 2,5–3 µm.

## Ecologie
Een saprotrofe boomschimmel die voorkomt in loof- en gemengde bossen op dode boomstammen en takken, zowel op de schors als direct op het hout. Het komt vooral voor op loofbomen en struiken: haagbeuk, beuk, populier, esp, hazelaar, verschillende soorten bramen, wilgen en minder vaak op naaldbomen: zilverspar, grove den. Vruchtlichamen vormen zich meestal van september tot oktober.

## Verspreiding
Het korrelige tandjeszwam komt voor op alle continenten, inclusief Antarctica. In Europa komt de schimmel voor in het hele gebied, behalve in het zuidoostelijke deel.
In Nederland komt het korrelige tandjeszwam matig algemeen voor. In Nederland is het alleen bekend van loofhout.